# Harry F. Millarde
Harry F. Millarde (12 novembre 1885 - 2 novembre 1931), la plupart du temps crédité Harry Millarde, est un acteur et réalisateur américain, pionnier au cinéma muet.

## Biographie
Millarde est né à Cincinnati, dans l'Ohio, et a commencé sa carrière d'acteur au cinéma en 1913 avec les Studios Kalem à New York. En 1916, il a dirigé le premier de ses trente-deux films, le plus notable étant Quand vient l'hiver (If Winter Comes) (1923) pour la Fox Film Corporation, adapté du roman de A. S. M. Hutchinson. Parmi les autres films notables de Millarde, figurent Maman (Over the Hill to the Poorhouse) (1920), et le thriller My Friend the Devil (1922) adapté du roman français, Le Docteur Rameau, de Georges Ohnet.
Millarde a dirigé son dernier film en 1927, et est décédé d'une crise cardiaque à New York en 1931, dix jours avant son quarante-sixième anniversaire. Il a été marié à l'actrice June Caprice (1895-1936) qu'il avait dirigée dans huit films pour la Fox. Ironiquement, June Caprice est aussi décédée dix jours avant son propre anniversaire, succombant à un cancer à l'âge de quarante ans.
Leur fille, Elizabeth Millarde June, était âgée de treize ans quand sa mère mourut. Élevée par ses grands-parents à Long Island, New York, elle est devenue la cover girl Toni Seven. Le 17 juin 1949, le magazine Time a rapporté qu'elle était héritière d'une fortune d'environ trois millions de dollars.

## Filmographie partielle

### Acteur
- 1913 : The Octoroon, de Sidney Olcott : Scudder
- 1913 : The Vampire : Harold Brentwell
- 1914 : A Celebrated Case, de George Melford : Lazare
- 1914 : Nina o' the Theatre, de Kenean Buel : Frank Martin
- 1915 : Wolves of Society, de Frank Lloyd (non confirmé)
- 1915 : The Haunting Fear, de Robert G. Vignola : Mace
- 1916 : The Lotus Woman : Jerry Mandeville

### Réalisateur
- 1916 : The Lotus Woman
- 1917 : The Sunshine Maid
- 1917 : Every Girl's Dream
- 1917 : Miss U.S.A.
- 1917 : Sans nom (Unknown 274)
- 1918 : Cœur de poète (The Heart of Romance)
- 1918 : Le Baiser camouflé (A Camouflage Kiss)
- 1918 : La Princesse sourire (Blue-Eyed Mary)
- 1918 : Miss Innocence
- 1918 : La Fleur enchantée (Bonnie Annie Laurie)
- 1918 : L'Espiègle (Caught in the Act)
- 1919 : La Force de l'hérédité (When Fate Decides)
- 1919 : La Ruse et l'Amour (The Love That Dares)
- 1919 : La Poupée vivante (Gambling in Souls)
- 1919 : Le Soupçon (The Girl with No Regrets)
- 1919 : La Sauvageonne (The Ragged Princess)
- 1919 : Silence sacré (Sacred Silence)
- 1920 : Rédemptrice (The White Moll)
- 1920 : Maman (Over the Hill to the Poorhouse)
- 1922 : My Friend the Devil
- 1922 : Ville maudite (The Town That Forgot God)
- 1923 : La Chaîne (The Governor's Lady)
- 1923 : Quand vient l'hiver (If Winter Comes)
- 1927 : Taxi-girl (The Taxi Dancer)

## Crédit d'auteurs
- (en) Cet article est partiellement ou en totalité issu de l’article de Wikipédia en anglais intitulé « Harry F. Millarde » (voir la liste des auteurs).